# 黒部川

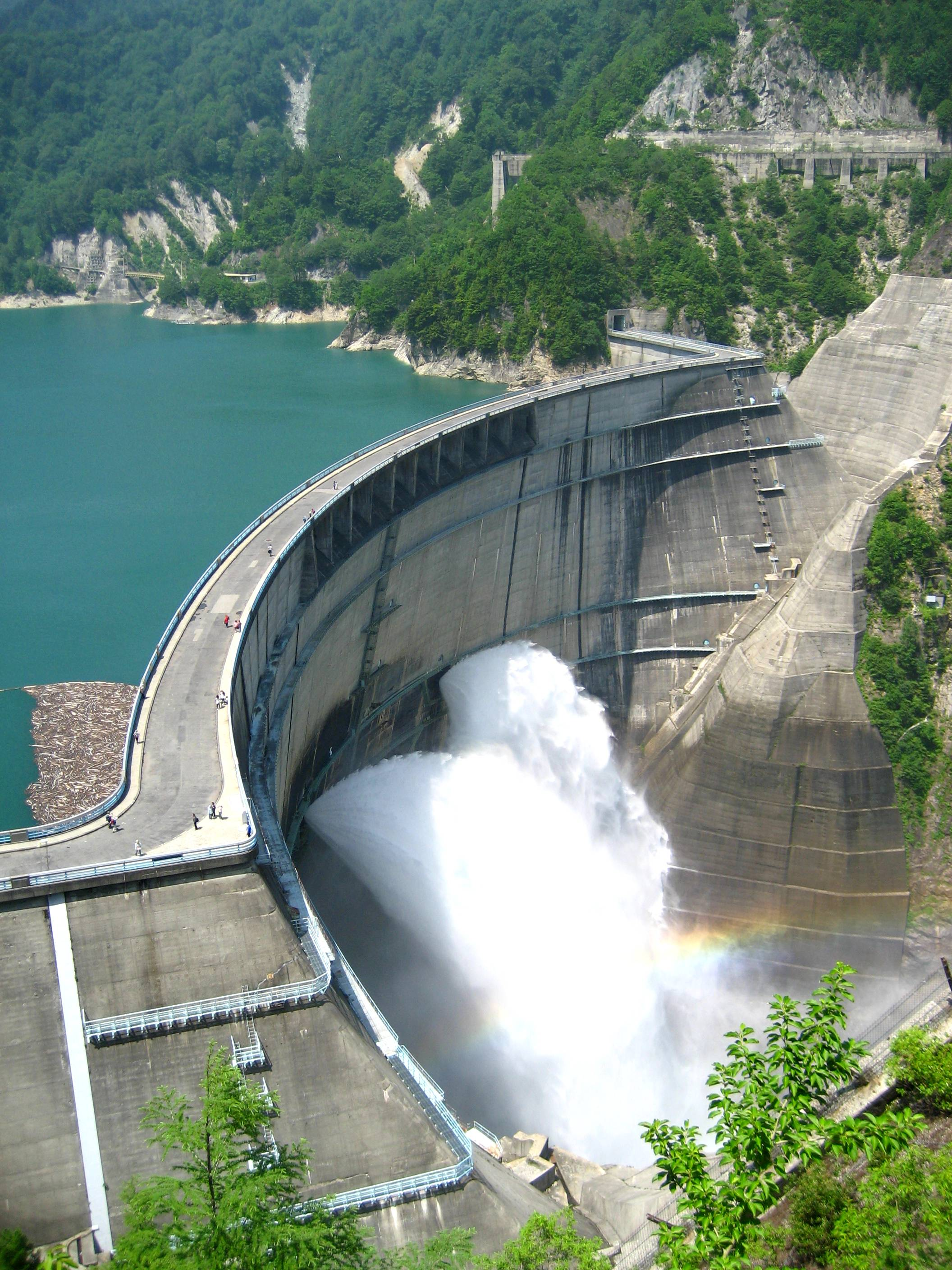
黒部ダム

黒部川（くろべがわ）は、富山県東部を流れる一級河川。黒部川水系の本流である。

## 地理
富山県と長野県の境、北アルプスの鷲羽岳（わしばだけ）に源を発し、おおむね北へと流れる。川全体の8割は深い山地を穿ちながら流れ、黒部峡谷と呼ばれる。黒部峡谷中にはそのV字谷に混じって雲ノ平、高天原、薬師見平、タンボ平、内蔵助平、餓鬼ノ田圃といった平坦地が点在する。黒部市の愛本橋付近で山地を抜け、広さ1.2万haの黒部川扇状地を流れる。この扇状地は黒部市、入善町にかけて広がり、その地形は海中にまで広がっている。黒部川の豊富な水量でこの扇状地は湧き水が多く、黒部川扇状地湧水群として名水百選のひとつにも選ばれている。本流は河口付近では黒部市と入善町の境界となり、日本海へと注ぐ。
富山県の七大河川（黒部川、片貝川、早月川、常願寺川、神通川、庄川、小矢部川）の一。

### 主な支流
- 音谷
- 深谷
- イシワ谷
- 宇奈月谷
- 弥太蔵谷
- 尾沼谷
- ノボセ谷
- 喜々堂谷
- 森沢谷
- 黒薙川 - 黒部川四大支流の一つ。
- 小黒部谷 - 黒部川四大支流の一つ。
- 剱沢 - 黒部川四大支流の一つ。剱大滝を有する。
- 東沢谷 -黒部川四大支流の一つ。第四紀更新世の時の黒部川本流とされている。
- 赤木沢 -黒部川支流の中でも特に美渓とされる。

## 流域の自治体
- 富山県

富山市、立山町、黒部市、入善町、朝日町

## 自然
河口周辺は富山県指定の「黒部川河口鳥獣保護区」として鳥獣保護区に指定されている。連携排砂後、水質汚濁があったが国土交通省による2006年の水質調査結果により8年ぶりに水質日本一に返り咲いた。

### 気候
黒部川流域は日本海型気候であり、国内有数の多雨多雪地帯である。その地点別の降水量は過去10年間の平均では、上流に向かうほど多くなり、黒部市街地では約2,000mm、扇状地より上流の宇奈月では約3,000mm、さらに上流の峡谷地にある仙人谷では、4,000mmを超える。
また黒部川流域では、6月から7月にかけて、梅雨前線による豪雨が多いことから洪水の危険性が高く、12月から3月にかけて、降雪が多いことから雪解け水による水資源が豊富である。
黒部川上流域は、南北に縦走する立山連峰と後立山連峰にそって偏西風が吹き抜ける際に発生する雨雲が、剣岳・立山等の標高の高い山にぶつかる位置にあるために降水量が多くなっている。
毎年、3月から5月頃にかけては、日本海に低気圧が発生し寒冷前線が通過することが多く、これに応じたフェーン現象の発生もみられる。この急激な温度上昇が、流域の雪崩や山火事を発生させる原因にもなっている。
流域内の年平均気温は、仙人谷で9°C、宇奈月で12°C、黒部で14°Cとなっており、上流域の仙人谷の方がいずれも 3〜5°C低くなっている。

### 植生
奥黒部と呼ばれる黒部ダムより上流の区域は亜高山帯針葉樹が多く、特にネズコ(クロベ)が多く広い範囲に群落が認められる。他にオオシラビソ、コメツガの他、分布的に特異なものとして中庸な土壌条件て広い範囲に単生するトウヒ、花崗岩風化地(真砂)で小群生するカラマツ、チョウセンゴヨウなど中央高地式気候に多い植物がある。

## 歴史
古書には『黒辺川』と記したものがある。
江戸時代この地を領した前田氏は、防衛と技術上の問題から越中東部の常願寺川、早月川、片貝川、黒部川に橋を架けなかった。当時、黒部川は扇状地上でさまざまな流路に分かれて流れており、『黒部四十八ヶ瀬』や『いろは川』と呼ばれていた。昨日渡れた場所も今日は本流になり渡れずといった状況は絶えずあり、北陸道では親不知に匹敵する難所となっていた。また、黒部川上流部では、立山一帯も含めて藩の取り締まり（視察）の一環として奥山廻りも行われた。
黒部川に橋がないことはあまりにも不便なため、寛永3年（1626年）に北陸街道を大きく上流に迂回した愛本の地に初めて橋を架けた。しかし氾濫の度に流失を繰り返したために、前田綱紀は寛文2年（1662年）に橋脚がない全長63mもの刎橋を作らせた。この愛本刎橋は日本三奇橋の一つに数えられたという。
1880年、上流部で大町市と富山市を結ぶ立山新道が開通し、黒部川は船で渡る交通システムが整備されたが、わずか2シーズンで廃止された。1971年、立山黒部アルペンルートが開通すると観光客が黒部ダムの天端を往来することが可能となった。ダムの上流側の黒部湖には「平の渡し」という渡し船があるが、ダム湖ができる前に黒部川に架かっていた橋の機能を代替するものとして運行されている。
1970年4月1日、一級河川に指定された。

## 名称の由来
大まかに4つの説がある。
- このあたりは古くはアイヌ民族の祖先の一部が住んでおり、縄文語（後のアイヌ語と類似）の「クンネ・ペッ」（kunne-pet、黒い川）という言葉が変化したものという説がある[9]。
- 同じくアイヌ語の「クル・ペッ」（kur-pet、魔の川）という言葉が変化したものという説がある[10]。
- 黒部の山奥にはネズコと呼ばれる木が生えており、それの別名は黒檜（クロヒ・クロベ）と言われていたためという説がある[9]。
- 黒部は山が高く、木立が真っ黒に生い茂り、日の目も見えないことから名付けられたという説がある[11]。

## 利水
黒部川上流は水量が多く高低差もあるため、水力発電に有利な条件を備えており、大正時代には日本電力（現在の関西電力）による水力電源開発が始められた。急峻な山岳地帯を舞台に壮絶とも言える工事が行われ、なかでも黒部ダムや黒部川第四発電所、関電トンネルといった通称「くろよん」と呼ばれる電源開発事業は最も有名である。その他にも戦前期の黒部川第三発電所の建設工事では「くろよん」を上回る犠牲者を出しているなど、黒部川の電源開発は多くの人命を失い、多大な労力を払いながらの事業となった。
一方、下流の扇状地では大正時代、両岸に13あった灌漑用水が合口化（愛本堰堤）。これに同調する形で黒部川電力（現在の北陸電力）が灌漑用水を活用した発電所建設を進め、全国でも珍しい低落差発電が行なわれている。

## 河川施設

### ダム
- 宇奈月ダム
- 出し平ダム
- 小屋平ダム
- 仙人谷ダム
- 黒部ダム

### 連携排砂
黒部川上流部は土砂崩壊の激しい地域であるため、土砂が予想を上回る勢いで各ダムに堆積している。そこで出し平ダムでは排砂ゲートが設けられ、1991年（平成3年）12月に初めての排砂が行われたが、これによって出し平ダムからヘドロが流されて漁業被害が起きたとされ、公害訴訟が起きている。これは出し平ダムで貯水開始から6年以上経過してダム湖に蓄積し変質したものを、薄める水が少ない冬にまとめて流したのが問題ではないかと考えられている。
これをふまえて下流域への影響を少なくする方法が検討され、また1995年（平成7年）7月11日に発生した豪雨で非常に大量の土砂が流出したため、3年間に3回、増水時に排砂放流を行った。増水時に排砂することで、下流への影響がダムの存在しない自然の状態に近くなるという行政による観測結果が得られた。
その後、下流に宇奈月ダムが完成し、2001年度（平成13年度）から連携排砂を行うこととなった。これは梅雨や台風で基準以上の増水が起きたとき、出し平ダムで排砂放流を行い、宇奈月ダムではまず洪水調節を行う。そして洪水のピークが過ぎるのを確認しながら宇奈月ダムも排砂を行うという方法である。
関電と行政は「これまでの観測結果からダム湖に土砂が流れ込む量の90%以上は増水時であることが確認されており、黒部川が増水する度に（その年の最初の増水に合わせて）連携排砂、以後は増水に合わせて連携通砂を行い、ダム湖に土砂を蓄積せずに流すように運用している。ダムが無い自然の状態の土砂移動により近付けるように自然との共存を目指して運用改善の努力がなされている」と主張している。

### 関西電力の発電所
- 愛本発電所 - 関西電力の発電所としては最下流に位置する。1936年6月4日発電開始（開設時は旧富山県電気局、現在の富山県企業局）。最大出力3万700kW、使用水量50.0m3/s、有効落差71.5m。
- 音沢発電所 - 出し平ダムから取水する。1985年7月18日発電開始。最大出力12万4000kW、使用水量74.0m3/s、有効落差193.5m[注釈 2]。
- 黒部川第二発電所 - （旧）柳河原発電所、愛本発電所に続いて建設された。黒部峡谷鉄道猫又駅付近にある。この発電所以降、電源開発はより上流部へと進められていく。小屋平ダムより取水。1936年10月30日発電開始。最大出力7万2000kW、使用水量47.2m3/s、有効落差177.0m。
- 黒部川第三発電所 - 戦時体制下における電力需要を背景に建設された。黒部峡谷鉄道欅平駅に隣接している。この発電所及び仙人谷ダムの建設に伴って行なわれたトンネル工事は、地底において摂氏160度に達する高熱の岩盤を掘り進むという過酷なものとなった。劣悪な労働環境、地熱によるダイナマイトの自然発火事故、物資輸送中の峡谷での転落事故、泡(ほう)雪崩による宿舎の全壊事故などの被害が重なり、全工区で朝鮮人労働者を含む300人以上が犠牲[14]となっている（ちなみに黒部ダム建設の殉職者は171人）。小説『高熱隧道』の舞台でもあり、映画『黒部の太陽』の伏線ともなっている。仙人谷ダムより取水。1940年11月22日発電開始。最大出力8万1000kW、使用水量33.6m3/s、有効落差278.3m。
- 黒薙第二発電所 - 黒部川の支流である黒薙川に建設された。北又堰堤より取水。1947年12月26日発電開始。最大出力7600kW、使用水量6.2m3/s、有効落差152.6m。
- 黒部川第四発電所 - 黒部川第四発電所の項目を参照。
- 新黒部川第三発電所 - 黒部川第四発電所で利用した水の一部を再利用している。この導水路建設も戦前の黒部川第三発電所建設と同様、地熱との闘いとなった。仙人谷ダムからも取水。1963年10月7日発電開始。最大出力10万5000kW、使用水量46.0m3/s、有効落差269.0m。
- 新黒部川第二発電所 - 新黒部第三発電所で利用した水を直接再利用している。発電施設はすべて地下にある。1966年9月29日発電開始。最大出力7万4200kW、使用水量46.0m3/s、有効落差189.8m。
- 新柳河原発電所 - 宇奈月ダムによって（旧）柳河原発電所が水没するため、代替として建設された。出平ダムなどから取水。1993年4月1日発電開始。最大出力4万1200kW、使用水量50.9m3/s、有効落差93.2m。
- 宇奈月発電所 - 宇奈月ダムから取水。2000年5月17日発電開始。最大出力2万kW、使用水量70.0m3/s、有効落差34.5m。

### 北陸電力の発電所
北陸電力の発電所はすべて愛本発電所下流の扇状地に位置する。大正から昭和初期にかけて治水・灌漑用水を利用した低落差発電として開設され（開設時は黒部川電力）、1992年から1993年にかけて下記の通り再開発された。
愛本堰堤・黒東合口用水から取水
- 黒東第一発電所 - 最大出力5,300kW、使用水量52.87㎥、有効落差12.10m。旧：黒部川第三発電所（1929年発電開始）
- 黒東第二発電所 - 最大出力10,400kW、使用水量43.00㎥、有効落差28.80m。旧：黒部川第一発電所（1926年発電開始）
- 黒東第三発電所 - 最大出力7,200kW、使用水量36.00㎥、有効落差23.80m。旧：黒部川第二発電所（1926年発電開始）

愛本堰堤・黒西合口用水から取水
- 黒西第一発電所 - 最大出力6,800kW、使用水量18.64㎥、有効落差43.50m。旧：黒部川第四発電所（1932年発電開始）
- 黒西第二発電所 - 最大出力2,200kW、使用水量13.00㎥、有効落差20.80m。旧：黒部川第五発電所（1938年発電開始）
- 黒西第三発電所 - 最大出力1,300kW、使用水量13.00㎥、有効落差20.80m。旧：黒部川第六発電所（1938年発電開始）

## 主な橋梁
- 奥鐘橋
- 鐘釣橋 - 黒部峡谷鉄道本線
- 目黒橋 - フィーレンディール橋
- 湖面橋
- 新山彦橋 - 黒部峡谷鉄道本線
- 山彦橋 - 黒部峡谷鉄道本線旧橋
- 想影橋 - 富山県道13号朝日宇奈月線
- 音沢橋 - 黒部市市道音沢1号線
- 音沢大橋 - 富山県道13号朝日宇奈月線
- 愛本橋 - 富山県道13号朝日宇奈月線
- 新川黒部橋 - 新川広域農道
- 権蔵橋 - 富山県道45号黒部朝日公園線
- 黒部川橋梁 - 北陸新幹線
- 黒部川橋 - 北陸自動車道
- 黒部大橋 - 富山県道150号魚津入善線
- 四十八ヶ瀬大橋 - 国道8号入善黒部バイパス
- 黒部川橋梁 - あいの風とやま鉄道線
- 下黒部橋 - 富山県道2号魚津生地入善線

## 黒部川河口よりの眺望
立山連峰と後立山連峰の風景

山名は各項目へリンクしています
初雪山
白金の頭
長栂山
朝日岳
白馬岳
旭岳
清水岳
白馬鑓ヶ岳
天狗の頭
唐松岳
五龍岳
（越中）駒ヶ岳
僧ヶ岳
毛勝山
剱岳
立山
奥大日岳'
大日岳
画像ファイル（環境により文字がずれることもあります）

## ギャラリー

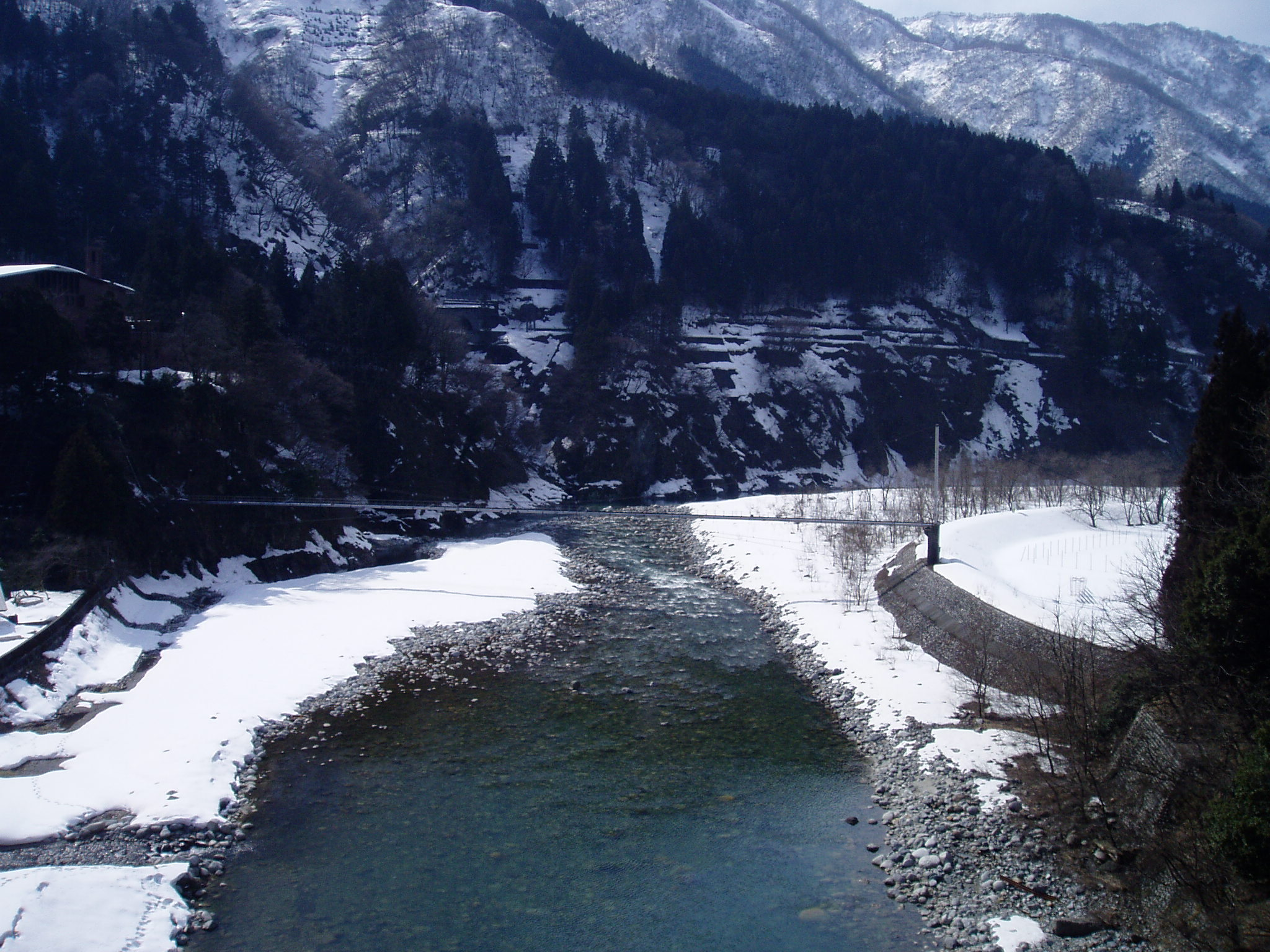
宇奈月温泉内を流れる黒部川
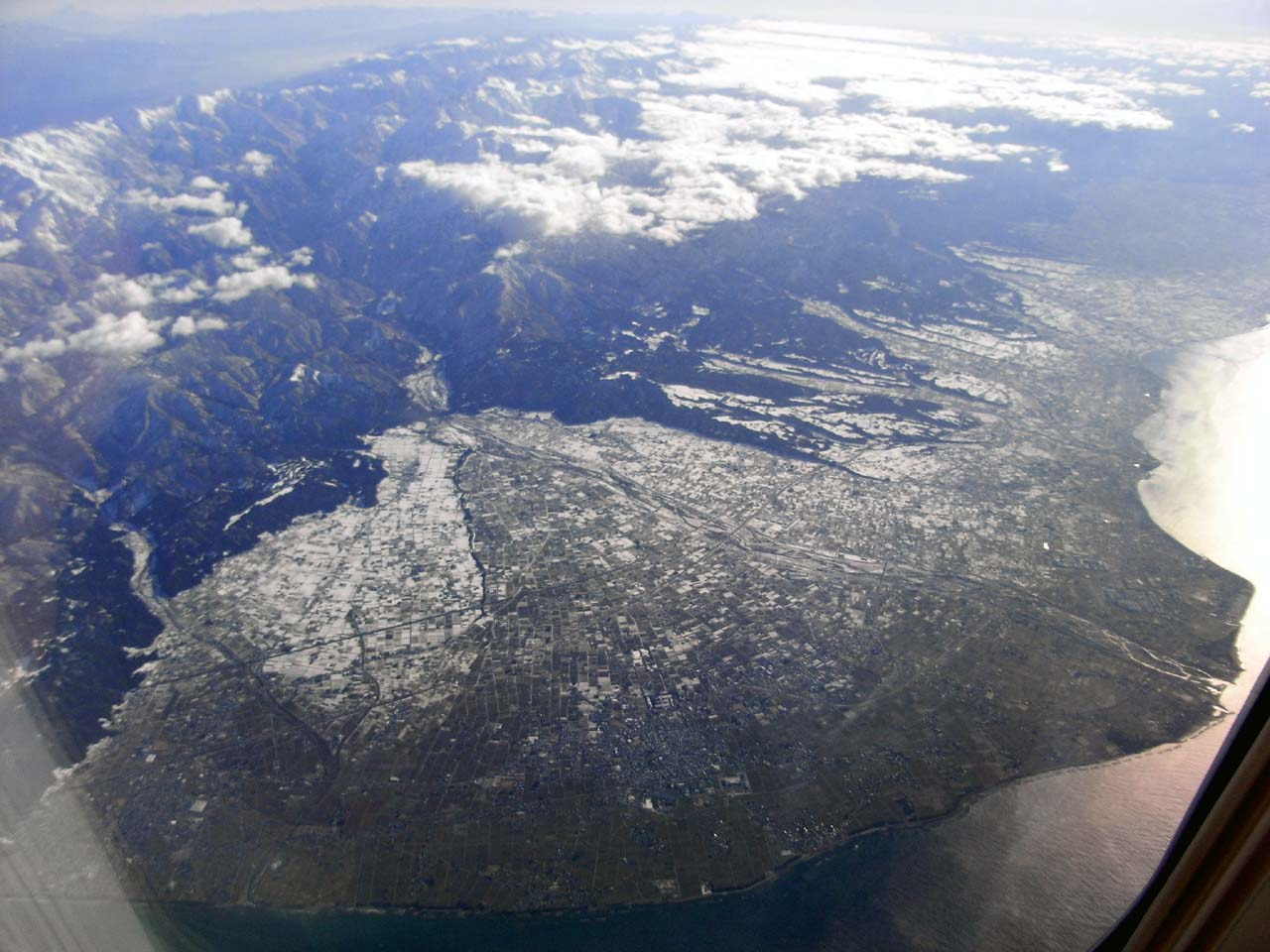
海まで広がる黒部川扇状地
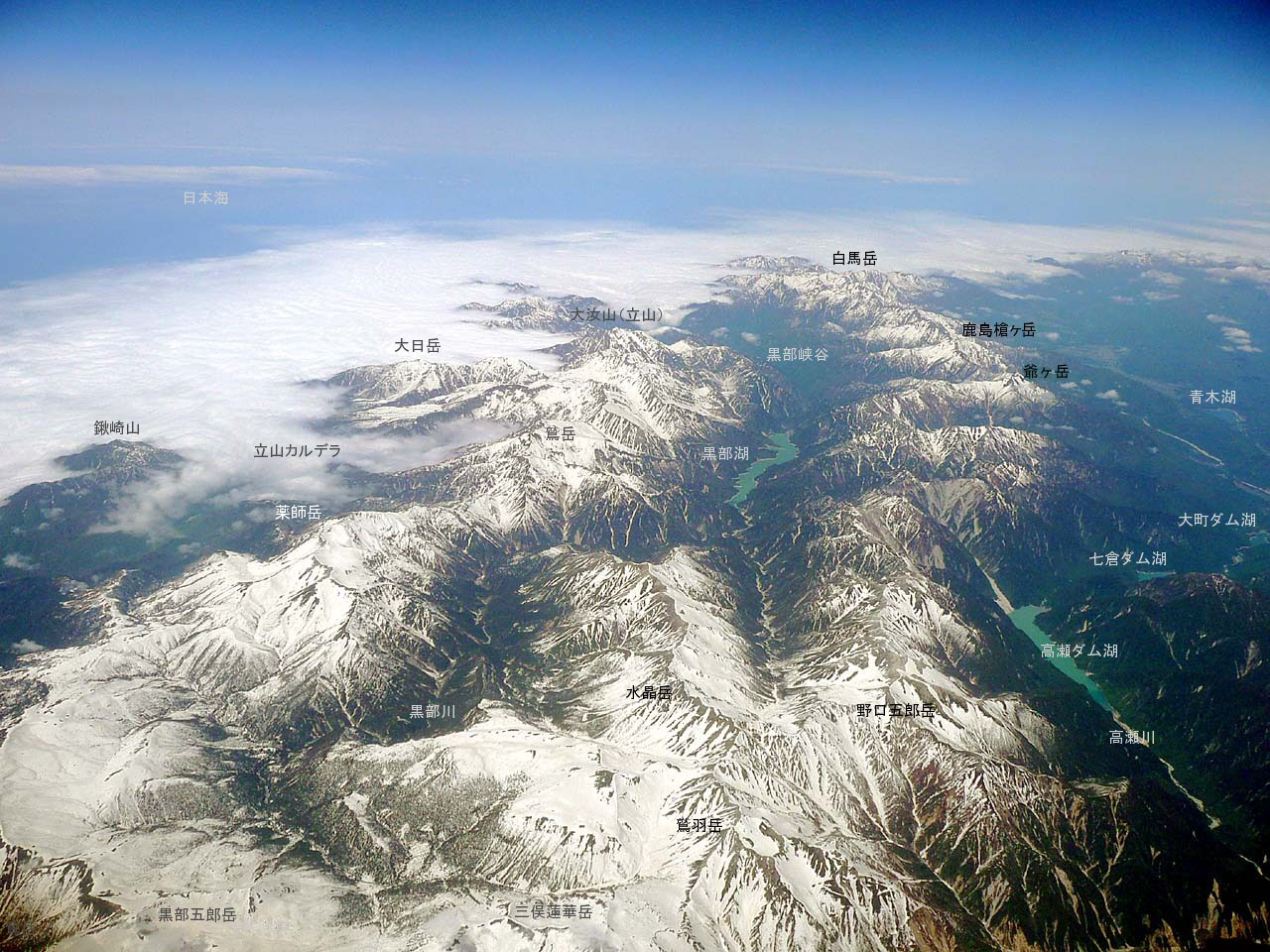
黒部川源流部 解説付き
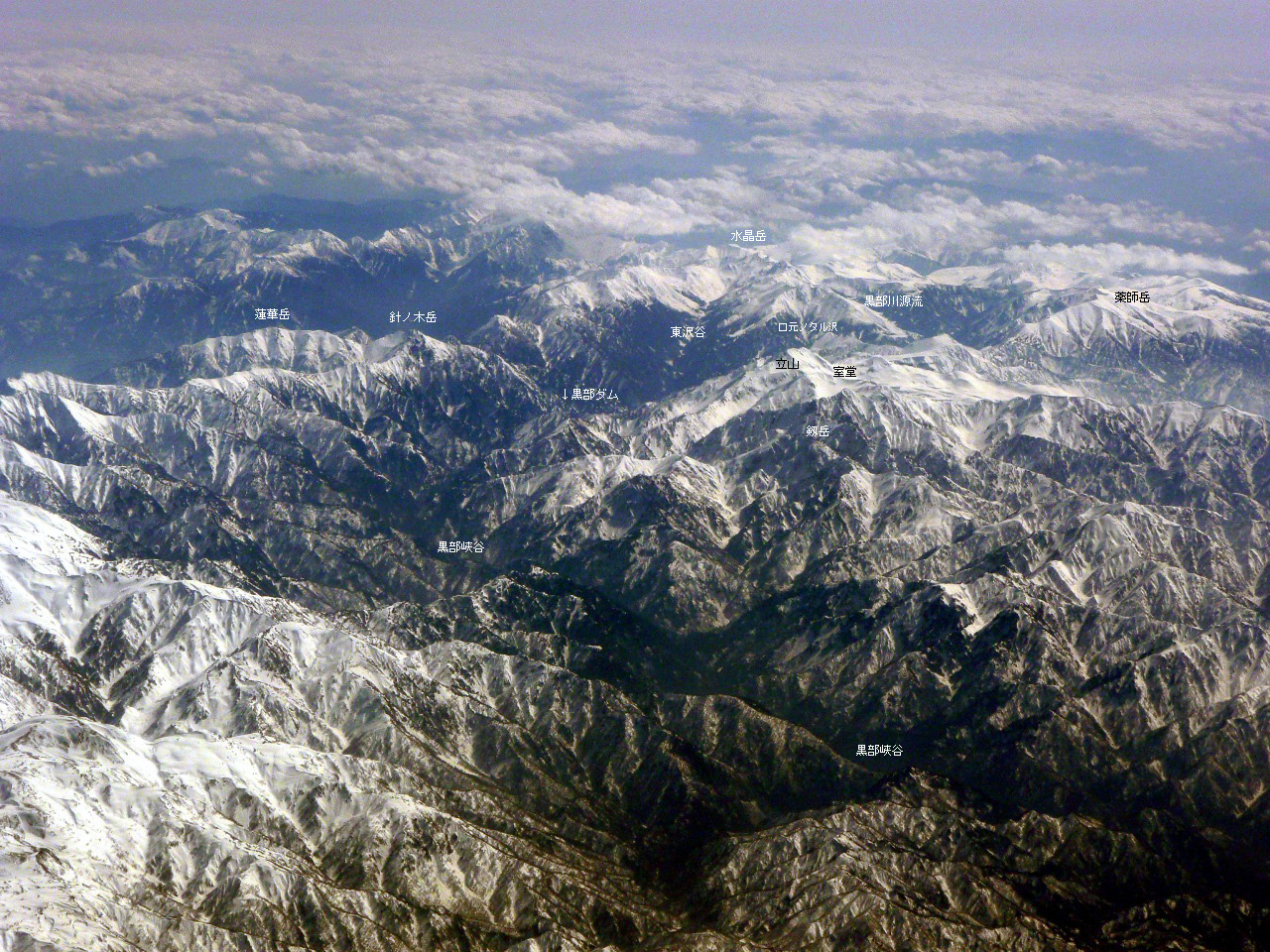
黒部川源流部を下流側より空撮
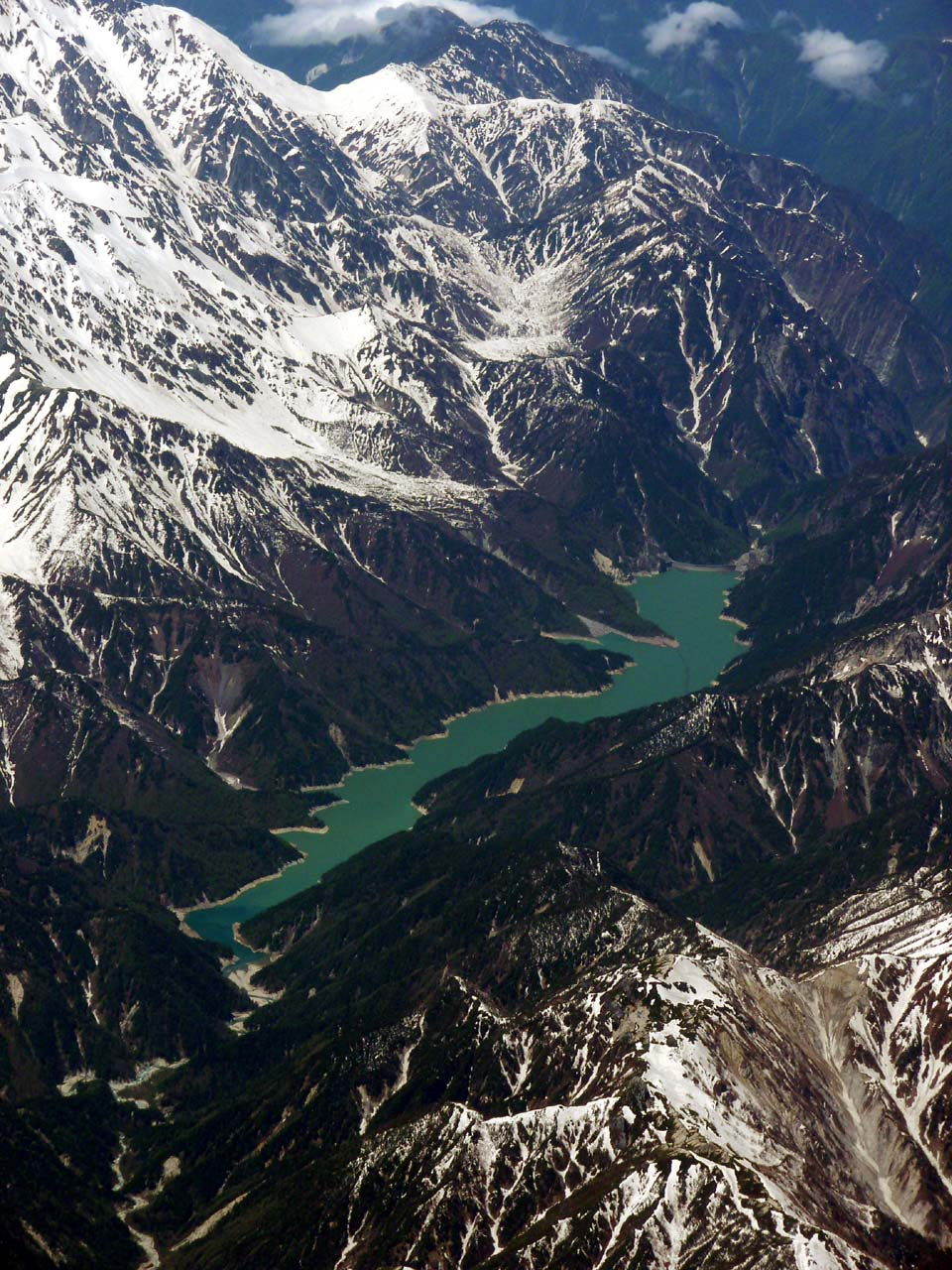
黒部湖